# 涸沼站

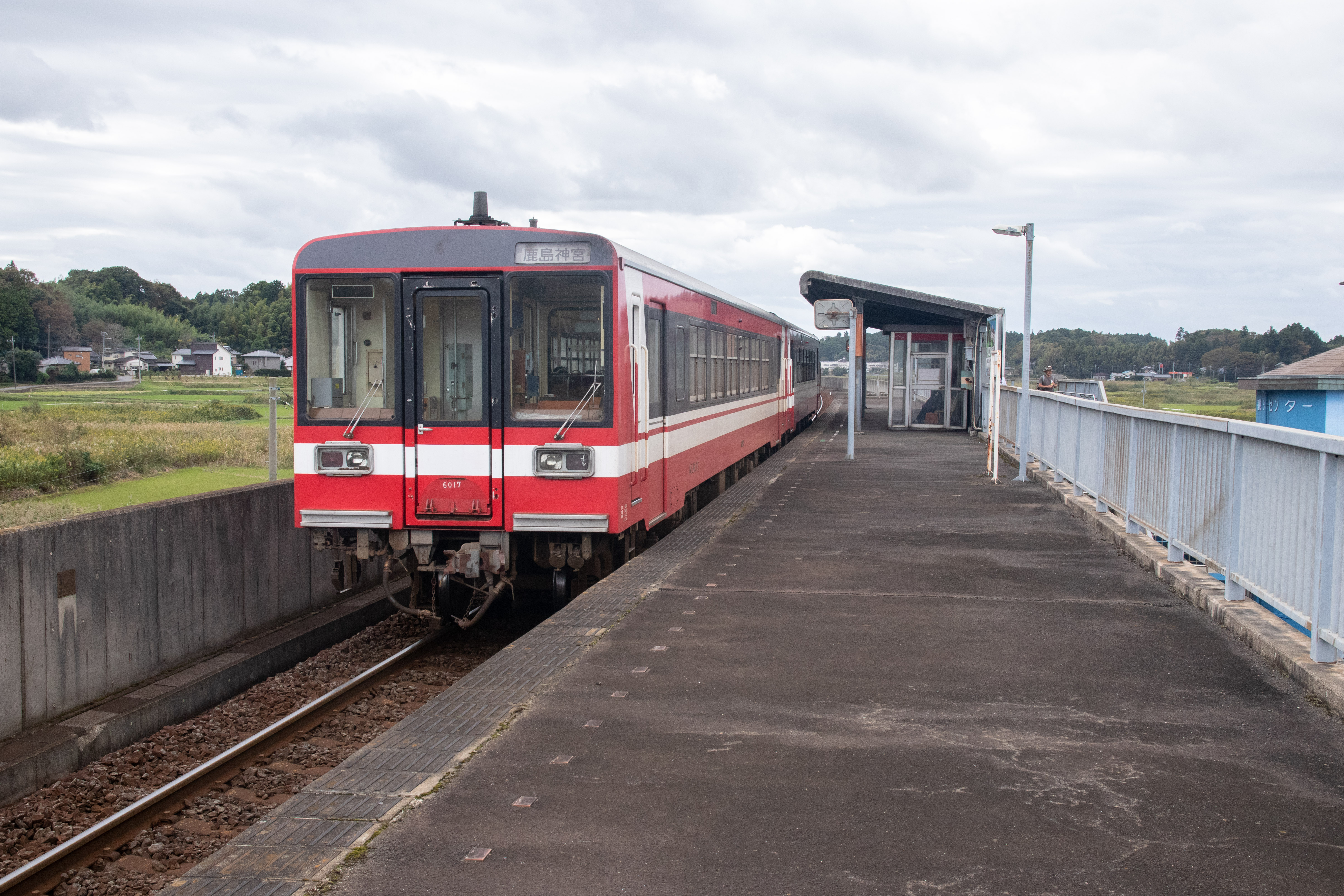
月台

涸沼站（日语：／ Hinuma eki */?）是位於茨城縣鉾田市下太田866番2號，鹿島臨海鐵道的大洗鹿島線車站。
此站位於鉾田市（舊·旭村）東北方，鄰近大洗町邊界。尤如其名，車站為受拉姆薩爾公約的水禽棲息地涸沼的玄關口。在車站大樓內設有觀光中心。另外，此站鄰近憩之村涸沼和茨城町網掛地區。

## 歷史
- 1985年（昭和60年）3月14日 - 大洗鹿島線開通，此站啟用。

## 車站構造
此站是高架車站，設有1面1線的單式月台。此站是簡易委託車站。在車站內的觀光中心可購買車票。

## 在此站的運行形態
- 上行（大洗、水戶方向）
  - 日間設有大約每小時1班普通列車（前往水戶）停靠[2]。
- 下行（鹿島旭、新鉾田、鹿島神宮方向）
  - 日間設有大約每小時1-2班普通列車（前往鹿島神宮）停靠，早上和黃昏設有前往新鉾田的列車[2]。

## 使用狀況
| 1日上下車人次變化 | 1日上下車人次變化 |
| 年度              | 1日平均人次       |
| ----------------- | ----------------- |
| 2011年            | 226               |
| 2012年            | 276               |
| 2013年            | 268               |
| 2014年            | 259               |
| 2015年            | 256               |

## 車站周邊
- 涸沼觀光中心（於車站大樓內）
- 涸沼（日语：涸沼）
- 茨城縣道114號下太田鉾田線（日语：茨城県道114号下太田鉾田線）
- 茨城縣道16號大洗友部線（日语：茨城県道16号大洗友部線）

## 巴士路線
| 乘車處                   | 系統            | 主要途經                       | 目的地 | 巴士公司     | 備註                 |
| ------------------------ | --------------- | ------------------------------ | ------ | ------------ | -------------------- |
|                          | 順序巴士Nat醬號 | 夏海十文字、原子力機構前、前原 | 大洗站 | 大洗循環巴士 | 星期六及假日暫停服務 |
| 松川漁港入口、神山十文字 | 順序巴士Nat醬號 |                                | 大洗站 | 大洗循環巴士 | 星期六及假日暫停服務 |

## 相鄰車站
鹿島臨海鐵道
■大洗鹿島線
大洗－涸沼－鹿島旭

## 注腳
1. ↑  涸沼駅.鹿島臨海鉄道公式ホームページ （页面存档备份，存于）（日語）
2. 1 2  涸沼駅時刻表.駅探（日語）
3. ↑  国土数値情報(駅別乗降客数データ)  （页面存档备份，存于）（日語） - 國土交通省，2019年7月3日參閲

## 外部連結
- 涸沼 | 鹿島臨海鐵道株式會社 （页面存档备份，存于）（日語）
- 涸沼站 | 日本電視台『閒逛中途下車之旅』（2014年9月20日放映） （页面存档备份，存于）（日語）